# 毒瓜

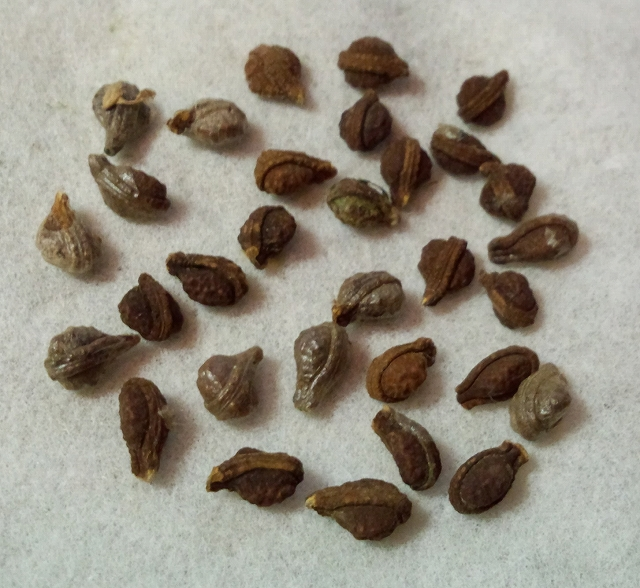
種子

毒瓜（学名：Diplocyclos palmatus），又名双轮瓜，为葫芦科毒瓜属下的一种一年生草本植物。原產於馬來西亞和周邊地區以及澳大利亞北部的雨林中。其中澳大利亚的毒瓜分布海拔最高為1,000（3,300英尺）。此外現在在中國南方也有其蹤跡，在这里其果實在八月至十月閒成熟，果皮呈黄绿色或红色，其上有竪白条纹，含有葫芦苦素，有毒，會引發头痛、呕吐、腹泻，甚至可能致命。

## 扩展阅读
- 維基物種上的相關：毒瓜